# 鹿島火力発電所
鹿島火力発電所（かしまかりょくはつでんしょ）は茨城県神栖市東和田9にあるJERAの石油・天然ガス火力発電所。

## 概要
鹿島臨海工業地帯の電源として1971年3月に1号機が運転を開始、6号機までが建設された。5、6号機の出力は国内最大規模の100万kWである。
なお、第二次石油危機の発生を受けて、1979年5月に行われた第3回国際エネルギー機関(IEA)閣僚理事会において、石油火力発電所の新設禁止が盛りこまれた「石炭利用拡大に関するIEA宣言」の採択が行われ、それ以降日本でも原則として石油火力発電所を新設することが出来なくなり、東京電力としては当発電所が最後の石油専焼火力（建設当時）となった。
2011年3月11日の東日本大震災の地震と津波により複数の発電施設が被災し、電力供給力が大幅に低下したため、7号系列が緊急設置電源として新設された。さらに、排熱回収ボイラ、蒸気タービンおよび発電機を追加設置し、高効率コンバインドサイクル発電設備とすることで、恒久的に使用できる電源にする計画が発表された。
燃料は東京ガスが新たに敷設する高圧ガスパイプライン（都市ガス）を使用、パイプラインは2012年5月12日に完成した。
2014年6月18日には7号系列全ての発電設備が運転を開始、既存発電設備440万kWと合わせた総出力は566万kWと、火力では富津火力発電所を抜き国内トップの発電量となった。しかし1～4号機については、経年劣化が進み2014年度より長期計画停止となった。
当発電所は、2016年4月に東京電力から子会社の東京電力フュエル&パワーに移管された。2019年4月にはさらにJERAに移管された。

## 発電設備
- 総出力：126万kW（2023年3月31日現在）[6]
- 敷地面積：約97万m2

7号系列
発電方式：1,300℃級コンバインドサイクル発電(Advanced Combined Cycle)方式（ガスタービン・蒸気タービン別軸構成）
定格出力：126万kW（42万kW × 3基　計6軸）
　ガスタービン：27.2万kW × 3軸
　蒸気タービン：14.8万kW × 3軸
使用燃料：都市ガス
熱効率（低位発熱量基準）
　ガスタービン単独運転時：37.1%
　コンバインドサイクル運転時：約57%
営業運転開始
　ガスタービン発電設備（当初は緊急設置電源として単独で稼働）
　　7-1号：2012年7月12日
　　7-2号：2012年6月29日
　　7-3号：2012年7月19日
　蒸気タービン発電設備
　　7-1号：2014年5月1日
　　7-2号：2014年6月18日
　　7-3号：2014年6月2日

## 廃止された発電設備
総出力440万kW
1号機（2014年9月1日より長期計画停止中）
発電方式：汽力発電方式
定格出力：60万kW
使用燃料：重油、原油
蒸気条件：超臨界圧（Super Critical）
熱効率：42.7%（低位発熱量基準）
営業運転開始：1971年3月19日
廃止時期 2023年3月31日
2号機（2014年10月1日より長期計画停止中）
発電方式：汽力発電方式
定格出力：60万kW
使用燃料：重油、原油
蒸気条件：超臨界圧（SC）
熱効率：42.7%（低位発熱量基準）
営業運転開始：1971年9月23日
廃止時期 2023年3月31日
3号機（2014年4月1日より長期計画停止中）
発電方式：汽力発電方式
定格出力：60万kW
使用燃料：重油、原油
蒸気条件：超臨界圧（SC）
熱効率：42.7%（低位発熱量基準）
営業運転開始：1972年2月4日
廃止時期 2023年3月31日
4号機（2014年4月1日より長期計画停止中）
発電方式：汽力発電方式
定格出力：60万kW
使用燃料：重油、原油
蒸気条件：超臨界圧（SC）
熱効率：42.7%（低位発熱量基準）
営業運転開始：1972年4月7日
廃止時期 2023年3月31日
5号機（2020年4月1日より長期計画停止中）
発電方式：汽力発電方式
定格出力：100万kW
使用燃料：重油、原油
蒸気条件：超臨界圧（SC）
熱効率：43.2%（低位発熱量基準）
営業運転開始：1974年9月28日
廃止時期　2023年3月31日
6号機（2020年4月1日より長期計画停止中）
発電方式：汽力発電方式
定格出力：100万kW
使用燃料：重油、原油
蒸気条件：超臨界圧（SC）
熱効率：43.2%（低位発熱量基準）
営業運転開始：1975年6月27日
廃止時期 2023年3月31日

## 東北地方太平洋沖地震による被害
2011年3月11日に発生した東北地方太平洋沖地震により被災。当時運転中だった2、3、5、6号機が停止した。地震による液状化現象や津波による浸水により、地震発生時停止していた1、4号機を含む全機が運転できない状態に陥った。
昼夜を問わず最短の日程で復旧作業を行い、4号機が4月1日に運転を再開、順次復旧作業を進め、5月16日に再開した1号機を最後に全機の運転が再開した。

## アクセス
- タクシー
  - 鹿島神宮駅より約40分
  - 小見川駅より約30分
- 高速バス
  - 東京駅より高速バスかしま号、鹿島セントラルホテル下車、タクシー約20分

## 周辺
- 鹿島臨海工業地帯
  - 鹿島石油
  - 日本製鉄鹿島火力発電所、鹿島共同発電所は鹿島港を挟んだ対岸にある。